# Erodium fumarioides
Erodium fumarioides là một loài thực vật có hoa trong họ Mỏ hạc. Loài này được Steven mô tả khoa học đầu tiên năm 1813.